# Taubaté
Taubaté là một thành phố ở bang São Paulo, Brasil. Vị trí địa lý chiến lược của nó, giữa hai thành phố quan trọng nhất Brazil (São Paulo (123 km) và Rio de Janeiro) (280 km), được vượt qua bởi Quốc lộ Presidente Dutra, kết nối hai thành phố lớn, và giữa các ngọn núi cao, lạnh và Đại Tây Dương Dương đã giúp sự phát triển của thành phố. Thành phố có trên 270.000 cư dân và đã trở thành một trung tâm công nghiệp, ngành, nơi đóng trụ sởcủa một số công ty, trong đó có Volkswagen, Alstom, Ford, LG, Embraer, trong số rất nhiều đơn vị khác.